# Łamaczyna
Łamaczyna (biał. Ламачына; ros. Ломачино, Łomaczino; pol. hist. Łomaczyno) – wieś na Białorusi, w obwodzie witebskim, w rejonie orszańskim, w sielsowiecie Zabałaccie, nad rzeką Adrou.
Znajduje się tu przystanek kolejowy Łamaczyna, położony na linii Moskwa – Mińsk – Brześć. Przez wieś przebiega zachodnia obwodnica Orszy.

## Historia
W XIX i w początkach XX w. położone było w Rosji, w guberni mohylewskiej, w powiecie orszańskim, w gminie Barań. Następnie w granicach Związku Sowieckiego. Od 1991 w niepodległej Białorusi.
Urodził się tu Wasil Nowikau - deputowany do Rady Najwyższej Republiki Białorusi i kandydat na prezydenta Białorusi.